# Steneksguldmal
Steneksguldmal (Phyllonorycter messaniellus) är en fjärilsart som först beskrevs av Philipp Christoph Zeller 1846.  Steneksguldmal ingår i släktet guldmalar, och familjen styltmalar. Arten har ej påträffats i Sverige.